# Kameiros
Kameiros (řecky Κάμειρος) je řecká obecní jednotka na ostrově Rhodos v Egejském moři v souostroví Dodekany. Do roku 2011 byla obcí. Nachází se v severozápadní části ostrova u pobřeží. Na severu sousedí s obecní jednotkou Petaloudes, na východě s obecními jednotkami Kallithea, Afantou a Archangelos a na jihu s obecními jednotkami Atavyros a Lindos. Je jednou z deseti obecních jednotek na ostrově.

## Obyvatelstvo
Obecní jednotka Kameiros se skládá ze 7 komunit. V závorkách je uveden počet obyvatel komunit a sídel.
- Obecní jednotka Kameiros (4720)
  - komunita Apollona (845) — Apollona (845),
  - komunita Dimylia (237) — Dimylia (237), Eleousa (228),
  - komunita Fanes (858) — Fanes (858),
  - komunita Kalavarda (502) — Kalavarda (502),
  - komunita Platania (196) — Agia Eleousa (16), Platania (180),
  - komunita Salakos (576) — Kapio (5), Profitis Ilias (0), Salakos (571),
  - komunita Soroni (1278) — Soroni (1278),

## Dějiny
Obecní jednotka je pojmenovaná podle zaniklého antického města Kamiros, které se nachází na jejím území.